# Flávio de Barros
Flávio de Barros (lieu et date de naissance et de décès inconnus, mais vraisemblablement dans l'État de Bahia) était un photographe brésilien. 
En 1897, il réalisa, sur commande de l’armée brésilienne, et sous le contrôle étroit de celle-ci, des photographies de la dernière phase de la guerre de Canudos, dont quelques-unes sont connues de tout Brésilien scolarisé et ont acquis dans la mémoire collective brésilienne valeur d’icône historique. L’écrivain Euclides da Cunha en utilisa trois pour la première édition de son Os Sertões de 1903, et la plupart figurent en bonne place dans l’iconographie de la première phase de la république brésilienne.

## Biographie
L’on ne sait quasiment rien sur la vie de Flávio de Barros. Au moment où il fut engagé par l’armée républicaine en août 1897, en pleine guerre de Canudos, il était un photographe peu connu, établi dans la capitale bahianaise Salvador. Ce n’est qu’à partir du début du XXe siècle que l’on trouve des traces de ses services professionnels, sous forme de références et d’annonces dans les journaux et almanachs publiés dans la Bahia. Il n’y a pas d’éléments permettant de conclure à l’existence ou non chez Flávio de Barros d’ambitions artistiques ou historiographiques. Sa mission accomplie, il plongea de nouveau dans l’anonymat, à telle enseigne que l’année de sa mort n’a même pas pu être déterminée.
De cet obscur photographe bahianais l’on sait donc seulement qu’il se vit confier par l’armée, alors sous le commandement du général Artur Oscar de Andrade Guimarães, la périlleuse et éprouvante mission de composer un ensemble de documents photographiques sur la dernière campagne de Canudos, mission sans doute jugée peu attrayante par les photographes bahianais plus renommés. Nous ignorons s’il fut appointé par le gouvernement, mais il y a lieu de croire qu’il ne le fut pas directement. Sous quelque forme que ces photographies aient été commercialisées, il est probable que l’armée et les officiers en étaient les plus grands acquéreurs. L’on ne sait pas davantage si ce travail s’avéra pour lui une bonne affaire, mais le fait que seuls deux collections complètes soient parvenues jusqu’à nous portent à penser que les albums ne s’écoulaient pas en nombres considérables. D’autre part, vu qu’à cette époque-là, il n’était pas encore possible techniquement de publier des photos dans les journaux, les clichés ne pouvaient pas non plus trouver preneur chez les organes de presse.

## Canudos

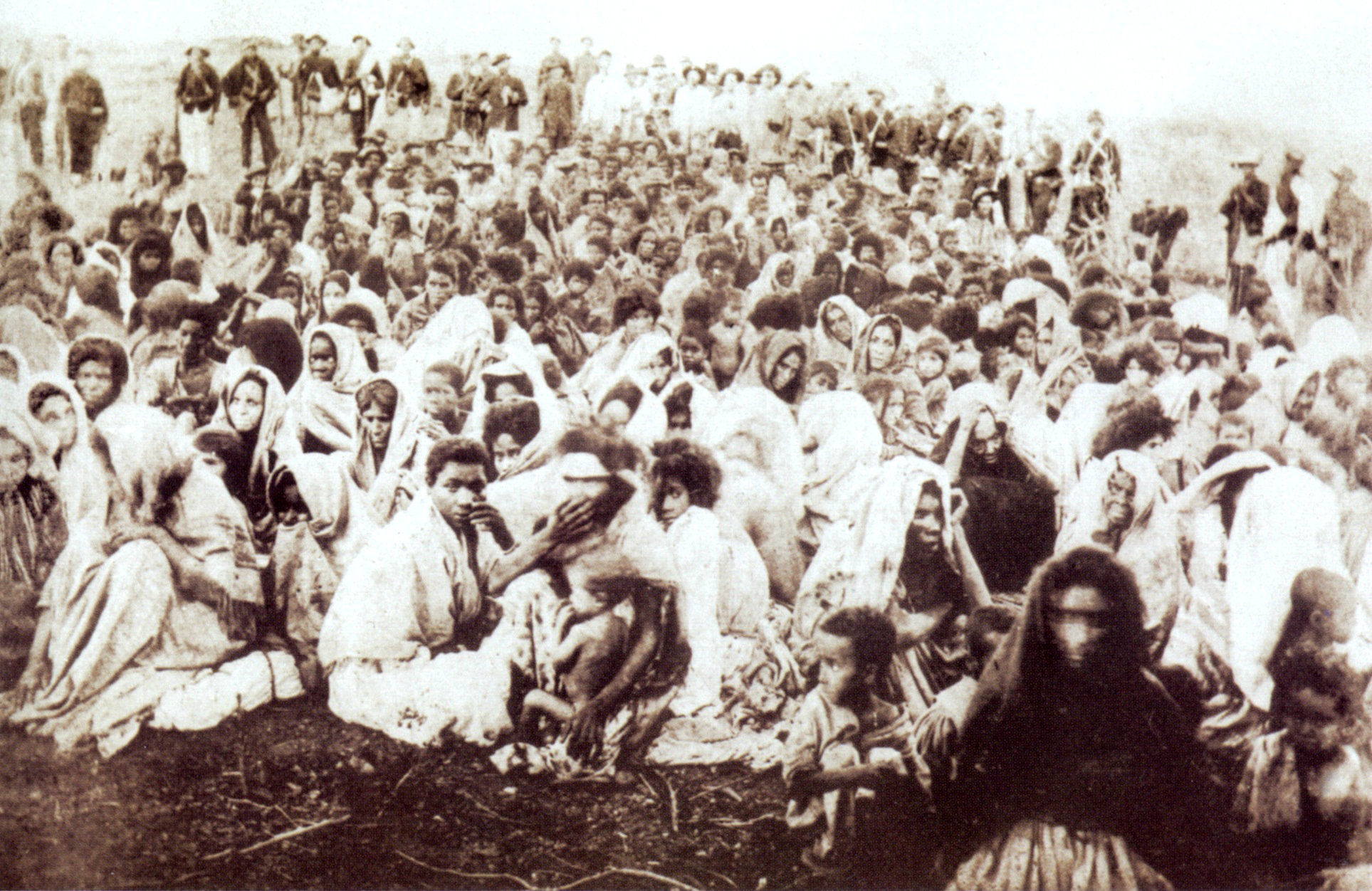
L'une des photographies les plus célèbres de Flávio de Barros, montrant des femmes et des enfants, adeptes d'Antônio Conselheiro, faits prisonniers dans les derniers jours de la guerre de Canudos.

S’autodésignant photographe expéditionnaire, Flávio de Barros s’incorpora dans les troupes républicaines le 30 août 1897, c’est-à-dire au moment où le ministre de la Guerre, le maréchal Carlos Machado Bittencourt, et le général Carlos Eugênio de Andrade Guimarães, qui accompagnaient les bataillons de renfort en vue de l’offensive finale contre Canudos, s’apprêtaient à se rendre dans le sertão Bahianais pour y superviser les opérations. L’itinéraire de Flávio de Barros incluait, après un trajet en chemin de fer au départ de Salvador, les localités de Queimadas, où se trouvait la gare d’arrivée et où il séjourna entre le 31 août et le 4 septembre, de Cansanção, le 5 septembre, et de Monte Santo, base arrière des opérations militaires, où il demeura entre le 6 et le 25 septembre, pour finalement atteindre Canudos le 26, où il restera jusqu’à la fin des combats début octobre. Ce sont donc les dernières journées de la guerre qu’enregistrera l’œil de ses appareils photo.
La guerre de Canudos fut le premier grand conflit intérieur brésilien à faire l’objet d’une représentation photographique. Pourtant, Barros ne fut pas le seul à s’y être attelé : l’avait précédé en effet le photographe espagnol Juan Gutiérrez, qui avait été auparavant déjà l’auteur des images de la révolte de la Marine de 1893, et qui avait lui aussi accompagné la quatrième expédition, mais avait trouvé la mort au milieu des combats, probablement le 28 juin 1897. D’autre part, l’ingénieur militaire et journaliste Euclides da Cunha, correspondant du quotidien paulista O Estado de S. Paulo et futur auteur du chef-d’œuvre Os Sertões de 1902 (trad. française sous le titre Hautes Terres), avait lui aussi eu recours à un appareil photographique pour enregistrer l’arrière-pays (sertão) bahianais pendant la guerre de Canudos. Toutefois, ni les clichés réalisés par Gutiérrez, ni ceux d’Euclides da Cunha, n’ont pu être retrouvés à ce jour. 
Dès les premières éditions d’Os sertões, ce classique de l’historiographie et maître-livre de la littérature brésilienne, Da Cunha fit appel à ce moyen de représentation assez novateur dans la production éditoriale de l’époque, qu’est la photographie. Au demeurant, les seules photographies utilisées dans ce but par Da Cunha, au nombre de trois, sont issues de la série produite par Flávio de Barros. Si Da Cunha, tôt fasciné par cette nouvelle technique mimétique alors réputée capable de reproduire fidèlement la réalité, emporta avec lui un appareil photo, ses tentatives restèrent sans résultats pratiques, et c’est en fait Flávio de Barros qui mena à bien le dessein de l’écrivain. Il semble même que celui-ci ait écrit quelques scènes de son récit en se remémorant et interprétant certaines des photos de Flávio de Barros, quoique Da Cunha n’ait pas daigné mentionner une seule fois le nom du photographe.
Il y a lieu d’observer que quand Barros arriva à Canudos, le village rebelle avait déjà subi de sérieux revers et que son chef, le prédicateur laïc Antônio Conselheiro, avait déjà péri, encore que les forces armées ignorassent ce fait ; Canudos se trouvait désormais encerclée, l’armée occupant en effet toutes les voies d’accès et tous les points stratégiques, et les conselheiristas étaient à court d’eau et de denrées alimentaires. En somme, il ne restait plus guère pour Barros qu’à enregistrer la victoire.

## Mission
Si les photos devaient en premier lieu servir de souvenir pour les officiers et soldats — « un photographe qui se propose de produire les portraits des officiers de tous les bataillons, ainsi que diverses prises de vue le long du parcours vers Canudos », ainsi que le signalait le journal A Notícia de Rio de Janeiro dans son édition du 22 septembre 1897 —, le travail de Barros devait également permettre le façonnement, à l’intention du public, d’une représentation déterminée de la guerre, représentation qui, authentifiée par le supposé réalisme photographique, viendrait s’intégrer dans l’ensemble d’éléments discursifs exploités par l’armée au sujet des événements. Ces représentations visaient à établir un lien entre d’une part l’image de la corporation militaire brésilienne et d’autre part les idées de maintien de l’ordre et de cohésion intérieurs et de consolidation du régime républicain, face à la menace d’une réaction monarchiste, autrement dit : la mission de Barros était indissolublement associée à la fabrication par l’armée d’un imaginaire déterminé relativement au conflit en cours.
Ce fut la première fois que l’armée brésilienne s’attachait elle-même à rendre compte photographiquement d’une guerre où elle se trouvait impliquée. Les images obtenues jouèrent un rôle significatif dans le système de propagande des autorités militaires et des élites, au service d’une politique d’information (et de désinformation) dirigée vers l’opinion publique, au Brésil et dans le monde, s’ajoutant aux multiples communiqués destinés à la presse nationale et internationale.
L’insuccès de la troisième expédition, connue aussi sous le nom d’expédition Moreira César (du nom de son commandant en chef), avait eu un effet délétère sur l’image de marque de l’armée brésilienne, et, malgré les perspectives de victoire, la présente quatrième expédition montrait des signes de fatigue, nonobstant que l’effectif total se montât maintenant à plus de dix mille hommes de troupe. Quelques semaines auparavant, le tour pris par les événements sur le terrain avait pu laisser craindre un effondrement imminent de l’armée régulière et un cauchemar plus terrifiant encore que l’expédition Moreira César de février 1897. De plus, l’indiscipline des soldats et l’impéritie du haut commandement étaient évoquées dans les reportages des correspondants de presse, notamment de Manuel Benício. Accélérer la conclusion du conflit, légitimer l’intervention armée contre les habitants de Canudos et diffuser une image favorable de l’institution militaire, voilà quels étaient en août 1897 les principaux objectifs de l’armée, et la photographie était appelée à être une puissante alliée dans l’atteinte de ces buts.

## Conditions de travail et contraintes
Soucieux donc de l’image de ses principaux commandants et de la corporation militaire en tant que telle, le haut commandement de la quatrième expédition entendit imposer un système de contrôle sur les informations relatives à la guerre en cours. Il fut disposé que tous les messages télégraphiques des correspondants de presse envoyés à partir de Monte Santo, la base d’opérations, et des environs immédiats, devaient être préalablement lues par des officiers désignés par le haut commandement. Aussi la censure militaire exercée durant les cinq derniers mois de la guerre, en particulier à la suite de la publication des commentaires très critiques du journaliste Manuel Benício sur la désastreuse opération menée par Artur Oscar, devait-elle également imposer son empreinte sur les travaux de Flávio de Barros.
En effet, au moyen d’un contrôle du télégraphe et, de façon générale, du courrier, l’armée pratiqua une implacable censure, que complétaient des menaces physiques à l’encontre de correspondants qui divulgueraient des nouvelles préjudiciables à l’armée, comme ce fut le cas vis-à-vis du courageux Manuel Benício, envoyé spécial du Jornal do Commercio, contraint de s’éloigner de la zone de guerre. Une étroite collaboration fut établie entre la presse et l’armée, dans le cadre de laquelle des militaires, ou des journalistes qui étaient en même temps officiers de réserve, tel qu’Euclides da Cunha, nommé attaché auprès du maréchal Bittencourt, se chargeaient de rédiger des articles et, ultérieurement, des livres.

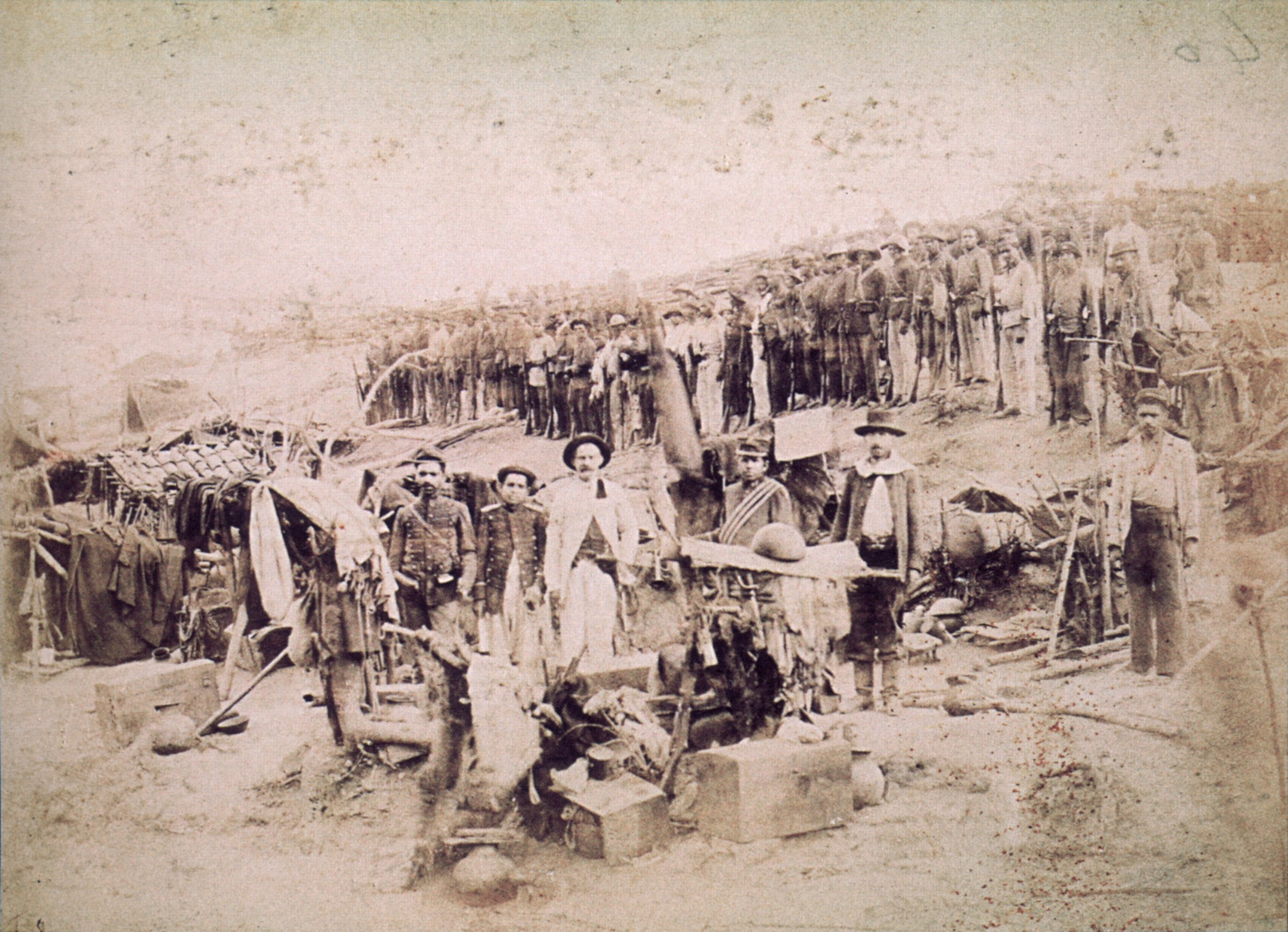
Quarantième bataillon d'infanterie.

C’est dans ce contexte de contraintes, auxquelles le photographe ne pouvait se soustraire, qu’il convient de considérer les clichés produits. Ainsi p.ex., alors que, peu avant, l’un des problèmes majeurs qu’avaient eus à affronter les officiers et les soldats était la difficulté d’assurer une alimentation satisfaisante et régulière, les convois de ravitaillement étant en effet rares et incertains, et souvent attaqués par les jagunços du Conselheiro, Flávio de Barros s’attacha à fixer sur la pellicule des scènes de repas d’hommes de troupe et d’officiers, s’efforçant de minimiser cette question et de représenter une réalité naguère encore très inhabituelle dans le quotidien des troupes.
Une autre réalité reconstituée par le regard de Barros est le faux élan de solidarité des troupes envers leurs ennemis, vision tendancieuse incarnée notamment par la photographie intitulée par Barros Corps sanitaire et une maquisarde blessée (en port. Corpo Sanitário e uma jagunça ferida), montrant un groupe de médecins et d’infirmiers groupés autour d’un brancard sur lequel une conselheiriste est allongée. Il s’agissait là d’une question d’importance pour l’image de marque de l’armée républicaine, au regard des récits relatant les atrocités commises par les troupes pendant les combats et les égorgements indiscriminés de conselheiristes faits prisonniers. Sur quelques clichés, on voit des enfants de rebelles morts apparaître aux côtés d’officiers et de soldats, apparemment sous leur protection. La mise en scène de rebelles côtoyant les troupes républicaines servait une stratégie visant à illustrer la préoccupation de l’armée pour les orphelins de la guerre. Du reste, l’adoption d’enfants orphelins (jaguncinhos) sera, une fois le conflit terminé, une pratique bien établie, destinée à atténuer le solde tragique des opérations militaires.
Une même vision tendancieuse se dégage de la photographie intitulée Capture de maquisards par la cavalerie (en port. Prisão de jagunços pela cavalaria), dans laquelle les conselheiristes faits prisonniers, que l’on identifie sans peine par l’expression des différents protagonistes, s’inscrivent dans une composition statique, simulacre propre à infuser l’idée de l’efficacité et de la célérité de l’armée républicaine et à nier l’agilité et l’adresse des Canudenses, situation d’une occurrence en réalité fort rare, attendu que ceux-ci répugnaient à se rendre vivants aux troupes régulières — à telle enseigne que le général Artur Oscar manifesta un jour le désir de « voir un jagunço vivant ».
Dans le même ordre apparaissent symptomatiques trois autres images encore, qui devaient attester de la capitulation finale et de la défaite définitive des insurgés : capture d’un conselheiriste par les soldats du 28e bataillon d’infanterie ; reddition de centaines de conselheiristes le 2 octobre 1897 ; et le cliché du cadavre exhumé d’Antônio Conselheiro, incontestablement l’image réalisée par Flávio de Barros la plus diffusée. Les adversaires conselheiristes ne sont jamais représentés que dans la position de vaincu, de prisonnier ou de tué.
Les prises de vue de Barros reflètent donc bien le regard du vainqueur et mettent en scène le triomphe de l’homme civilisé sur l’inculte, l’arriéré, le sauvage, tout en veillant à exclure quasi totalement les registres dramatiques et les aspects moins ragoûtants de la guerre : misère, faim, atrocités, décollations de prisonniers, soldats blessés ou tués, installations précaires des hôpitaux de campagne, etc. Une seule image, du reste assez peu nette, donne à voir expressément quelques cadavres de conselheiristes jonchant le sol, mêlés aux décombres calcinés des maisons brûlées durant l’assaut final, scène marquante de la phase finale de la guerra, que les reporters aimeront à évoquer avec pathétisme.
Néanmoins, les photos de Barros ont pu donner lieu à des interprétations diverses, voire contradictoires.

## Les clichés réalisés
Ainsi les photographies de Flávio de Barros, bien que parées du supposé statut de fidèle reflet du réel, ne sont-elles pas exemptes de subjectivité et ne constituent-elles guère autre chose que des simulacres de la guerre, destinés à tenter de légitimer l’intervention armée et à attester de la supériorité et de la bonne organisation de l’armée républicaine, et tendant à effacer l’impression d’impréparation des troupes et à escamoter les actes criminels commis à l’encontre des combattants faits prisonniers.
Toutes les images ont par ailleurs quelque chose de figé : les objets et les personnages apparaissent immobiles, pas seulement par des causes techniques, mais aussi par suite du désir de pose et d’ostentation des personnes portraiturées, désireuses au premier chef de garder un témoignage de la campagne militaire ou d’emporter un souvenir pour la famille et pour les amis, épouses et fiancées. Plusieurs officiers n’y figurent pas en uniforme, et quelques-uns s’y montrent avec la vanité d’élégants flâneurs de la rua do Ouvidor de Rio de Janeiro.

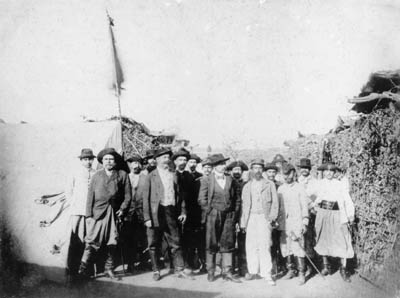
Haut commandement de la quatrième expédition.

La série photographique complète compte 69 clichés. Les originaux sont conservés aux Archives historiques du musée de la République, division de la Recherche, qui possède l’une des deux seules collections complètes parvenues jusqu’à nous, l’autre se trouvant aux mains de l’anthropologue bahianais Renato Ferraz.
Éditées récemment (1997) sous forme de deux albums, le premier comportant 15 clichés et le deuxième 54, ces photographies sont les seules existantes de la guerre de Canudos et constituent la partie la plus précieuse de la peu abondante iconographie authentique du conflit, à côté de rares croquis et cartes dessinés par des journalistes et des militaires, dont Euclides da Cunha et le lieutenant-colonel Siqueira de Menezes.
Sur le total des photos, 65% représentent des officiers ou les troupes en corps organisés, dans les tranchées ou dans les campements. Les photos de la première partie soulignent les aspérités et l’aridité du terrain, le danger de l’expédition, les difficultés de la victoire ; celles de la deuxième montrent la satisfaction éprouvée devant la défaite de l’ennemi et la destruction de son repaire, satisfaction mêlée d’une touche d’héroisme et d’affliction pour les camarades morts au combat ; celles de la troisième partie de cette édition, qui comporte de loin le plus grand nombre de clichés, évoquent des scènes se passant avant ou après les combats, éloignées de ceux-ci, quelques-unes presque idylliques, figurant des moments de loisir ou d’exercice militaire, où par conséquent le degré de mise en scène est plus prononcé encore que dans les autres parties, et où, plus qu'ailleurs, la guerre apparaît comme une aventure, un moment de camaraderie et une occasion d’affirmer une identité de groupe. Ultérieurement, ces photos seront aussi mises à contribution lors de projections électriques à l’attention du grand public, annoncées souvent à grand renfort de réclame sensationnaliste.
Outre les clichés déjà décrits ci-haut, il convient de relever également :

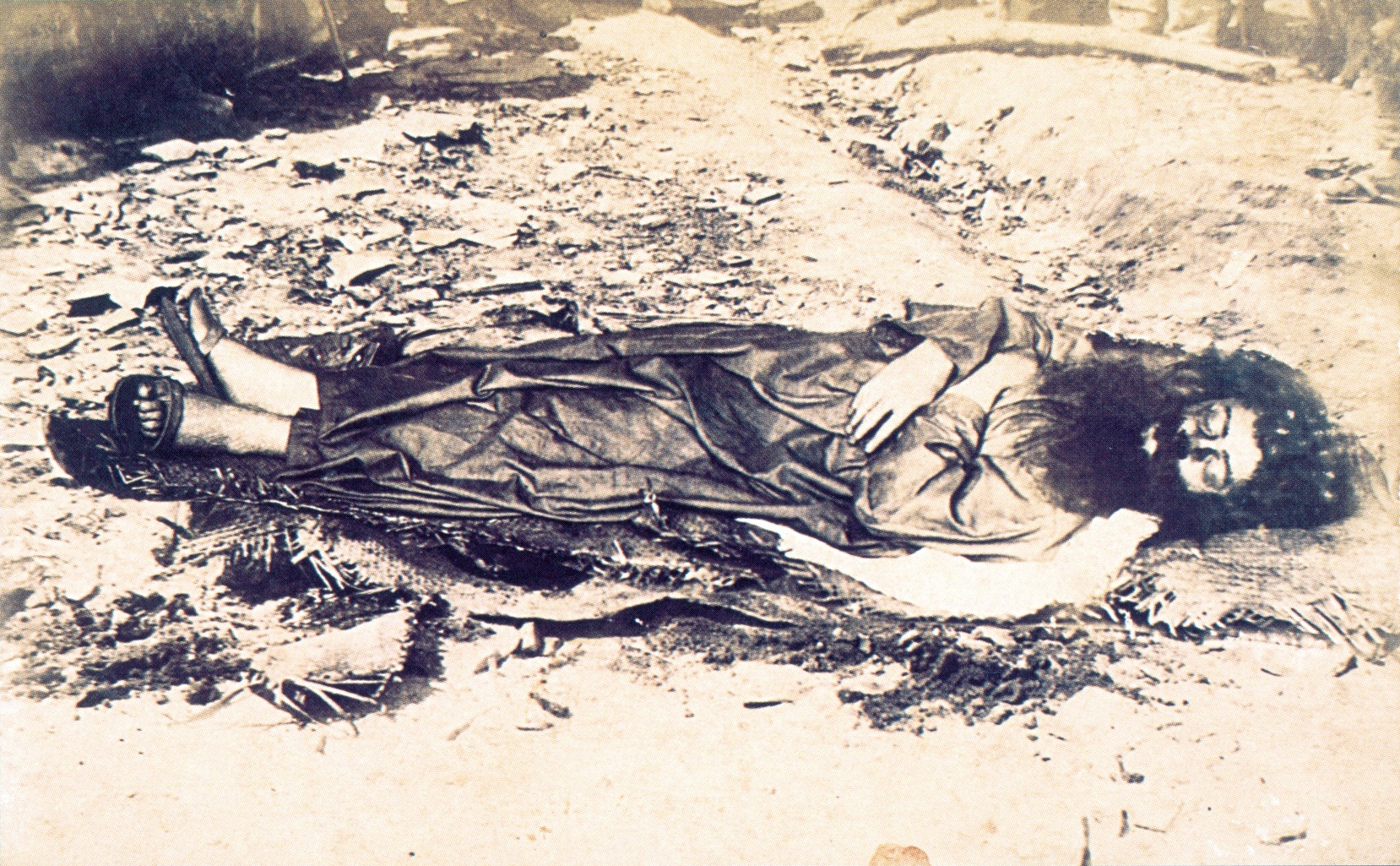
Photo du cadavre exhumé du Conselheiro. L'un des clichés emblématiques de la guerre de Canudos.

- Les images de bataillons d’infanterie, qui représentent une proportion importante de l’ensemble réalisé par Barros. Ces photos répondent toutes la même disposition, où commandants et officiers apparaissent au premier plan au centre, et hommes de troupe en position plus reculée, avec dans quelques cas la présence à l’arrière-plan des ruines de Canudos. Le haut commandement de la quatrième expédition fut ainsi photographié en plusieurs occasions, le général Carlos Eugênio y tenant la vedette.

- Le cliché intitulé 39º Batalhão de infantaria em fogo (litt. 39e bataillon d’infanterie sur la ligne de feu), propre à susciter la croyance que le photographe aurait produit des instantanés de la guerre et à conférer de la sorte un surcroît de crédibilité à son travail. En dépit du titre donné par Flávio de Barros, il ne s’agit vraisemblablement que d’un exercice de tir, car sur la photo, ledit bataillon se trouve à Monte Santo, où n’eut jamais lieu aucun combat. De toute manière, en raison du temps d'exposition assez long nécessaire à cette époque, il ne pouvait être question encore d’instantanés de combat.

- 400 jagunços presos (400 maquisards prisonniers), réintitulé dans l’édition de 1997 Rendição dos conselheiristas em 2 de outubro (soit Reddition des conselheiristes le 2 octobre), sans doute pour éviter le terme dépréciatif de jagunço et corriger l’exagération contenue dans le nombre. On remarque que sur cette photo n’apparaissent pour ainsi dire que des femmes avec leurs enfants décharnés, conséquence de ce que la presque totalité des prisonniers masculins avaient été égorgés.

- Conselheiro morto, unique portrait authentique du chef sertanejo, et, avec la précédente, l’une des deux photos les plus emblématiques de la série. Au lieu de servir seulement, comme l’eût souhaité l’armée, de document attestant, devant le pays, de la mort du Conselheiro, le cliché allait concourir à faire entrer celui-ci, au plan symbolique, dans l’immortalité, par l’effet de sa ressemblance avec les représentations populaires du Christ, transfigurant l’image du martyr des sertões en une icône d’espoir de salut et de renouveau spirituel.

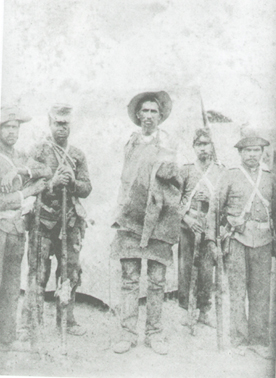
Photo intitulée Jagunço preso ('Maquisard fait prisonnier').

- Jagunço preso (Maquisard prisonnier), dernière photo de l’édition de 1997, et autre exemple de photographie se transformant en hommage involontaire à l’ennemi : est ici représenté en effet un vaqueiro (type particulier de gardien de bétail) de stature haute et droite, revêtu de sa tenue de cuir, au regard fier et noble malgré la fatigue visible, escorté par quatre soldats, de taille plus petite que leur prisonnier, de mine ordinaire, à l’air abruti. La conviction chez le spectateur que ce combattant rebelle était voué à être égorgé dans les instants qui suivent, convertit ses gardiens en assassins et, par là, l’image en une accusation implicite.

## Édition
Une édition complète des photographies de Flávio de Barros a paru en 1997, à l’occasion du centenaire de la fin de la guerre de Canudos. L’ouvrage, qui se compose de deux albums, l’un de 15 et l’autre de 54 prises de vue, a été doté par les soins du professeur Cícero de Almeida d’une brève introduction, retraçant succinctement l’histoire de cette guerre ainsi que la genèse et le destin des photographies, et chaque cliché individuel a été assorti d’un commentaire par le même Cícero de Almeida. On peut regretter que n’aient pas été gardés les titres d’origine, lesquels étaient en fait des légendes, des caractérisations qui, pour erronées qu’elles soient pour la plupart, faisaient partie intégrante, par leur charge idéologique anticonselheiriste, au même titre que l’image proprement dite, de la mise en scène héroïque et idéalisée de cet événement historique telle que voulue et propagée par les autorités militaires.

### Sources
- Cícero Antônio F. de Almeida, O álbum fotográfico de Flávio de Barros: memória e representação da guerra de Canudos, article paru dans la revue História, Ciências, Saúde-Manguinhos, vol.5, Rio de Janeiro juillet 1998, et  consultable en ligne
- Berthold Zilly, Flávio de Barros, o ilustre cronista anônimo da guerra de Canudos, article paru dans la revue de l’USP Estudos Avançados, vol.13, n° 36, São Paulo mai/août 1999, et consultable en ligne